# Mirim Doce
Mirim Doce este un oraș în Santa Catarina (SC), Brazilia.